# Église Sainte-Catherine de Honfleur
L'église Sainte-Catherine est une église catholique située à Honfleur, dans le département français du Calvados, en France. Elle a la particularité, très rare en France, d'être construite essentiellement en bois. 

## Localisation

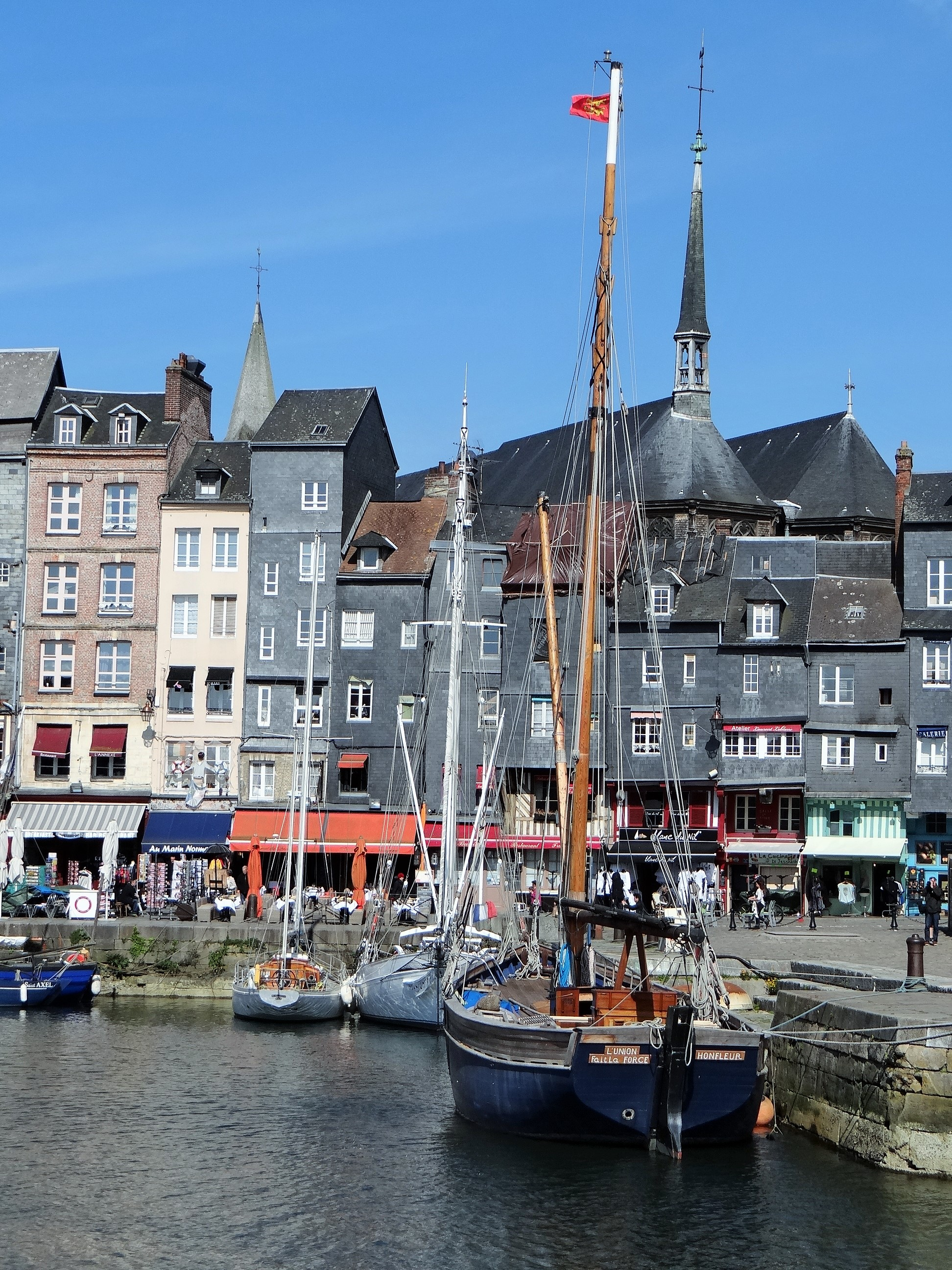
Vieux bassin d'Honfleur et en arrière plan, clocher et toits de l'église Sainte-Catherine

L'église Sainte-Catherine se situe près du vieux bassin de Honfleur, juste derrière le quai Sainte-Catherine.

## Historique et description
L'église est dédiée à sainte Catherine d'Alexandrie comme le rappelle une sculpture sur bois au-dessus du porche du clocher séparé des deux nefs. Elle y est représentée portant une roue et une épée. La première nef (celle de gauche) est la partie la plus ancienne de l'édifice, datant de la seconde moitié du XVe siècle, construite dès après la Guerre de Cent Ans. Elle a été bâtie sur le modèle d'une halle de marché, où ont été utilisés des éléments servant à la construction navale, le tout donnant l'aspect d'une coque de bateau renversée
Ensuite, a été érigé le clocher à bonne distance de la nef, pour éviter que les paroissiens présents dans l'édifice ne soient la proie des flammes en cas d'incendie. En effet, le clocher attire la foudre en raison de son élévation et de sa position à flanc de colline. Au XVIe siècle, on ajoute, à droite de la précédente, une seconde nef, dont la voûte est conforme aux voûtes en bois des églises gothiques modestes. Elle a donc une forme plus arrondie et une disposition de charpente, sans rapport avec la structure d'un navire. De plus, les deux nefs sont allongées de deux travées supplémentaires. Par ailleurs, elles sont encadrées par des bas-côtés de même longueur, également voûtés en bois. 
Les fameux « maîtres de hache » des chantiers navals de la ville ont réalisé ce bel ensemble sans avoir recours à la scie, tout comme leurs ancêtres normands que l'on voit en action sur la tapisserie de Bayeux et tout comme les Vikings avant eux.
Les poutres utilisées pour la réalisation des piliers de la nef et des bas-côtés sont de longueurs inégales, car on ne disposait plus de troncs de chênes assez longs pour les construire. Aussi, certains ont une assise en pierre, plus ou moins haute et d'autres, aucune.
Les travées du chœur, reprises au XIXe siècle, sont de qualité assez médiocre et le toit qui les couronne est surélevé par rapport à celui des parties anciennes.
L'église est partiellement recouverte de bardeaux en bois de châtaignier, que l'on nomme dialectalement « essentes » et qui constituent donc un « essentage ».
Le porche « néo-normand » a été construit sur le modèle de ceux des églises rurales de Normandie au début du XXe siècle et remplace un portail monumental en style néo-classique construit au siècle précédent et que l'on peut voir représenté sur certaines toiles de Jongkind ou de Boudin. Le portail sud quant à lui, est de style Renaissance.
À noter l'orgue classique provenant de la paroisse Saint-Vincent de Rouen et le balcon Renaissance orné de personnages musiciens. Des vitraux du XIXe siècle décorent les fenêtres du chœur à l'est. Un très beau "Portement de Croix", 4,30 m x 4,30 m de Erasmus Quellinus II (1607-1678), collaborateur puis successeur de Rubens à Anvers, est exposé à l'ouest du chœur.
L'édifice est classé au titre des monuments historiques en 1875.
L'édifice est dénué de transept et les bas-côtés de chapelles qui sont uniquement matérialisées par des statues récentes de saints personnages dont les indigènes saint Marcouf et sainte Thérèse de Lisieux.

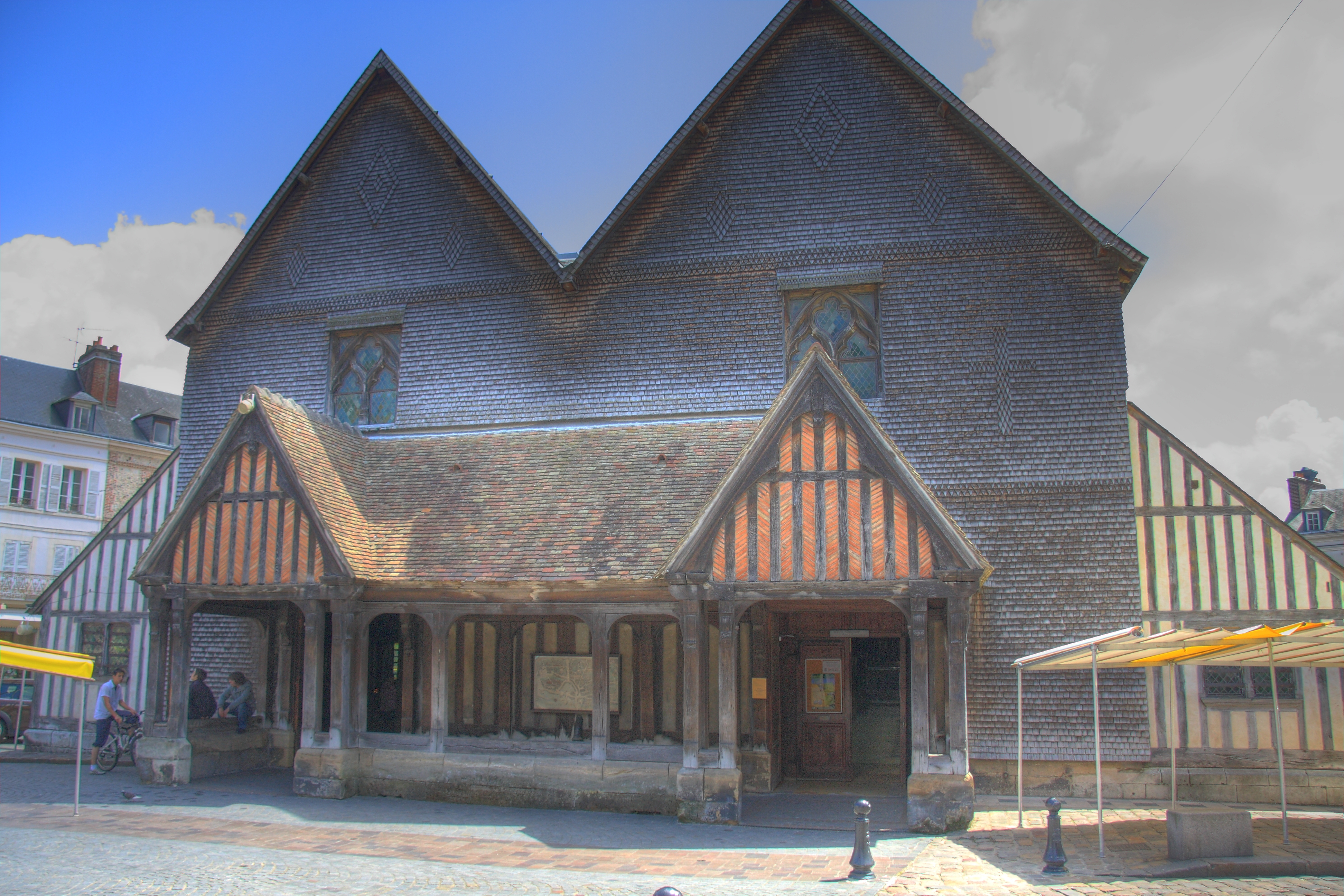
Porche du XXe siècle et les 2 nefs.
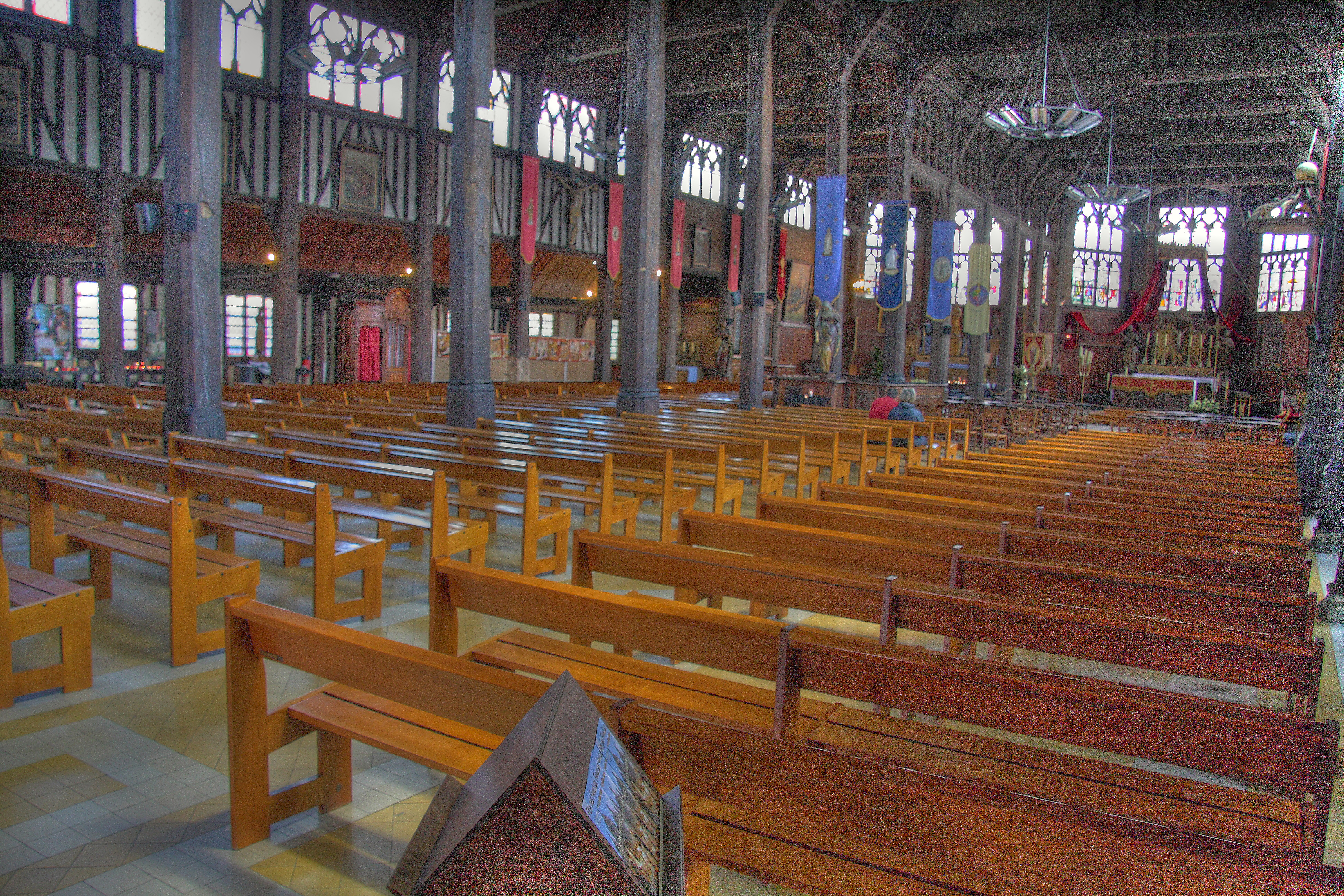
Intérieur : gauche, nef en bateau du XVe siècle ; droite, nef du XVIe siècle.
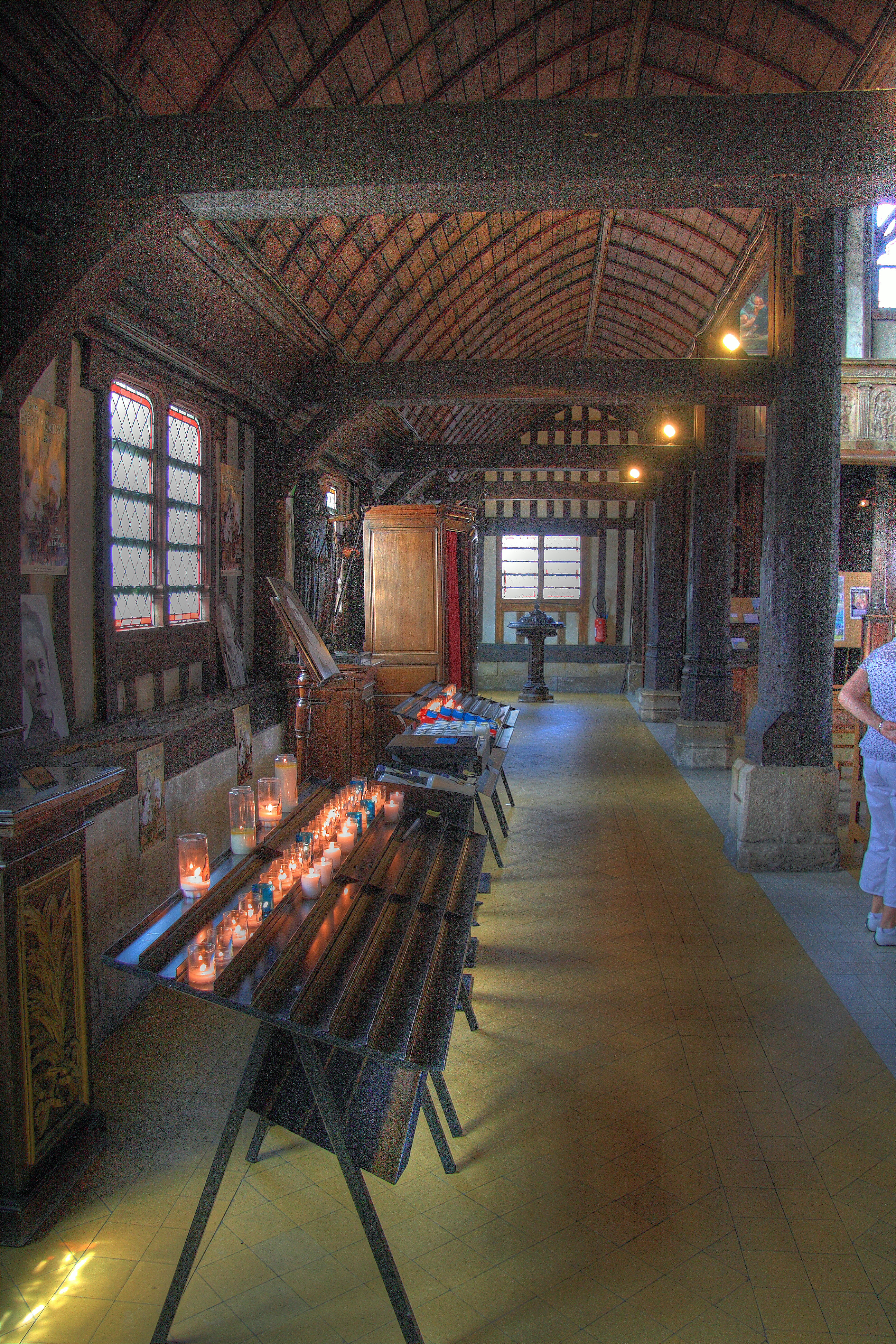
Bas-côté sud, sans chapelle.
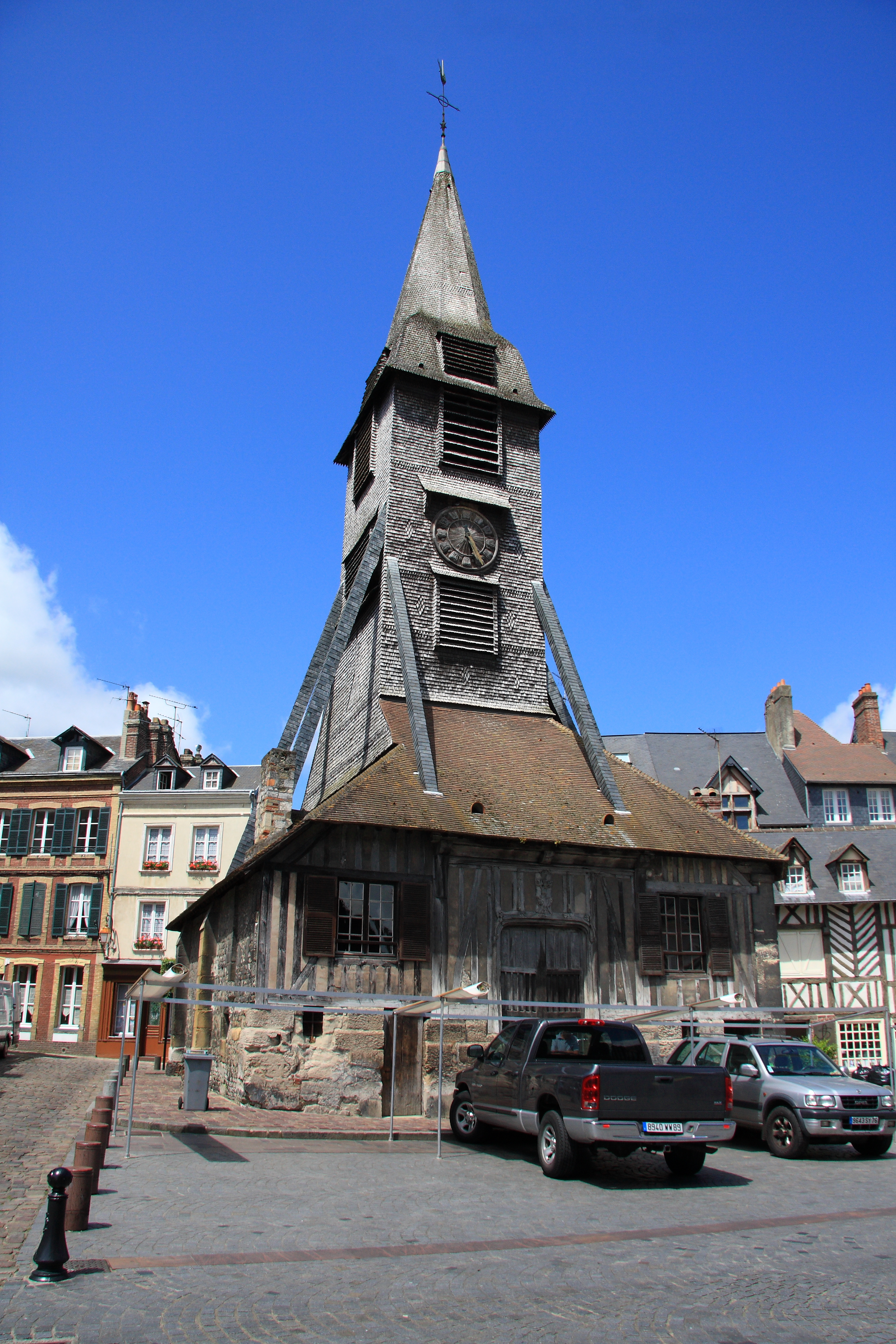
Clocher séparé avec demeure.
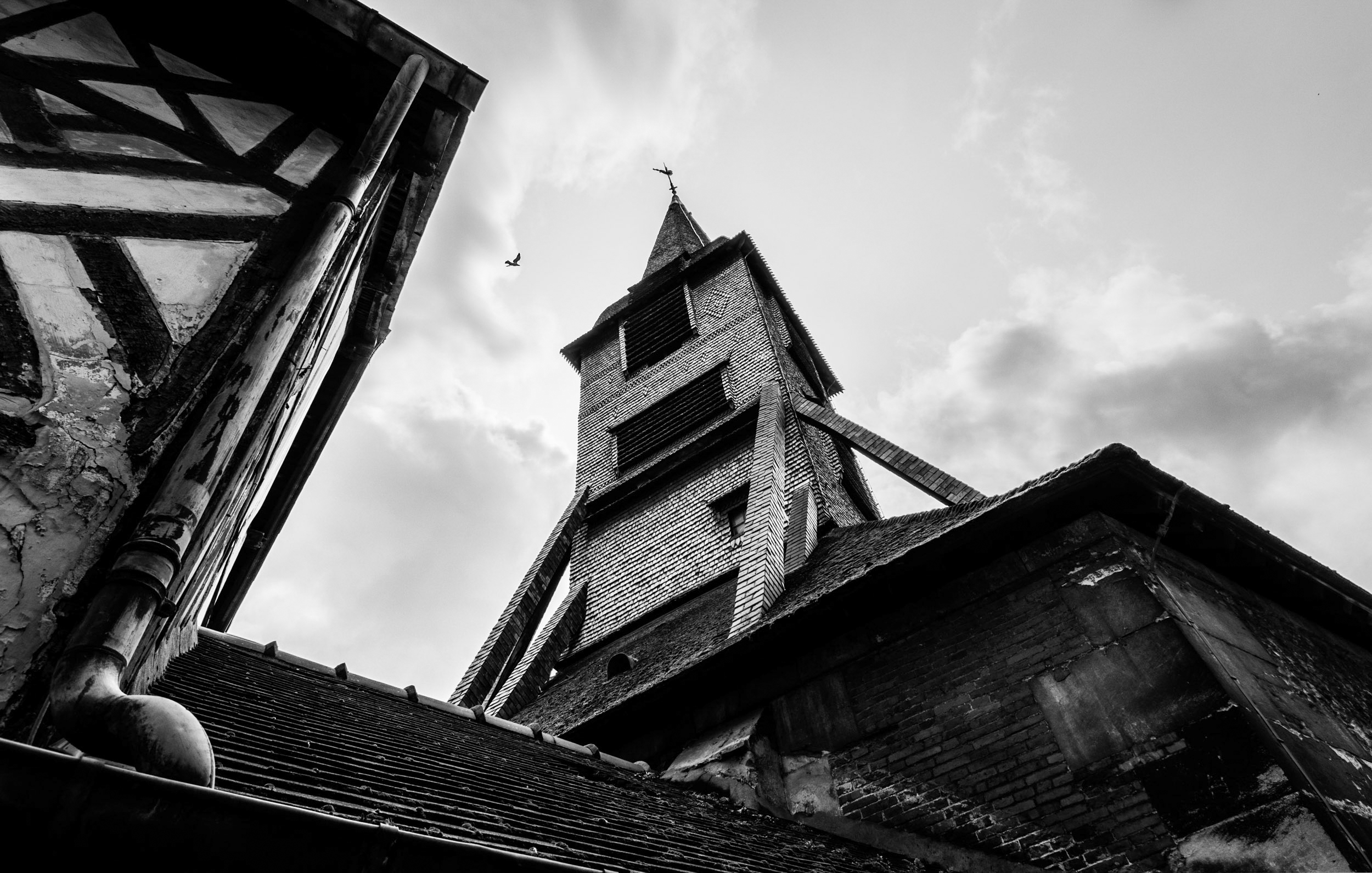
Le clocher de l'église. Photo septembre 2018.